# Balmonte (Castropol)
Balmonte es un lugar y una parroquia del concejo de Castropol, en el Principado de Asturias.
Situada al sur del concejo, tiene 40,87 km² de superficie y 170 habitantes (2022).

## Entidades de población
| Nombre (en español) | Nombre oficial (en eonaviego) |
| ------------------- | ----------------------------- |
| Aguillón            | El Aguiyón                    |
| Arco                | El Arco                       |
| Balmonte            |                               |
| Barreiras           | As Barreiras                  |
| Brañatuille         | Brañatruiye                   |
| Cabanada            | A Cabanada                    |
| Caborcos            | Os Caborcos                   |
| Candal              | El Candal                     |
| Candaosa            | Candosa                       |
| Castro              | El Castro                     |
| Cerolleiro          | El Ceroyeiro                  |
| Grandela            | A Grandela                    |
| Leirío              |                               |
| Lagar               | Llagar                        |
| Monteavaro          | Montavaro                     |
| Murolas             | As Murolas                    |
| Obanza              |                               |
| Santa Colomba       |                               |
| Valín               | El Valín                      |
| Villarín            | Vilarín                       |
| Vior                |                               |

### Sitios
- El Amarelo
- A Casa del Obra
- A Folgueirosa
- A Fonte da Pena
- A Granda
- A Muria de Balmonte
- A Muria de Candosa
- El Picacho
- A Porta
- El Relayo
- El Roso
- Sanchín
- El Seixo
- A Sela d’Obanza
- A Sela de Riba
- El Tendeiro
- El Trobo
- El Val d’Obanza
- A Veiga de Folgueiras

## Fiestas
Las fiestas de este pueblo son a principio del mes de octubre en honor a Nuestra Señora del Rosario.